# 6748 Bratton
6748 Bratton eller 1995 UV30 är en asteroid i huvudbältet som upptäcktes den 20 oktober 1995 av Spacewatch vid Kitt Peak-observatoriet. Den är uppkallad efter Durley H. Bratton.
Asteroiden har en diameter på ungefär 11 kilometer.